# Cinder (romanzo)
Cinder  è il primo romanzo dell'autrice Marissa Meyer. È un romanzo di fantascienza per ragazzi pubblicato nel 2012 da Macmillan Publishers attraverso la loro filiare Feiwel & Friends. Primo libro delle Cronache lunari, è stato seguito da Scarlet. La storia è liberamente ispirata alla fiaba classica di Cenerentola. Cinder è stato selezionato come uno degli IndieBound's Kid's Nex List per l'inverno 2012. In Italia è stato pubblicato nel 2012.

## Trama
Estate del 126 T.E (terza era), in una città del futuro, Nuova Pechino. I Paesi del mondo si sono ri-organizzati per formare vari nuovi imperi e alleanze e la Luna è stata colonizzata. L'Asia è ora un Paese noto come Commonwealth Orientale e governato da un imperatore. La letumosi, una malattia chiamata "Febbre Blu" (importata dai Lunari sbarcati sulla Terra che ne sono portatori sani), infuria in tutto il mondo e la cura è sconosciuta. La protagonista, Linh Cinder, è una cyborg di sedici anni che lavora al mercato locale di Nuova Pechino come meccanico e vive sotto la tutela della sua matrigna Linh Adri. All'inizio della storia, incontra il Principe Kai che le chiede di aggiustare il suo androide personale. I Cyborg sono trattati come cittadini di seconda classe, quindi Cinder nasconde la sua identità a Kai. A breve si terrà il ballo annuale organizzato dalla famiglia reale a cui partecipano tutti i cittadini di Nuova Pechino, e Cinder spera di poterci andare ma la matrigna le vieta di parteciparvi. Poco dopo, una delle sorellastre di Cinder, Linh Peony, si ammala di letumosi dopo aver accompagnato Cinder in una discarica per raccogliere pezzi di ricambio per una riparazione. Per la rabbia, la matrigna di Cinder la offre come "volontaria" per la ricerca sulla peste. Quando a Cinder viene iniettato il ceppo della letumosi, si scopre che è immune alla malattia. Il Dottor Erland, il ricercatore capo, inizia la ricerca sull'immunità di Cinder, che conduce ad un'indagine sulla fisiologia unica della ragazza, sui suoi impianti cyborg e, infine, sulla vita di Cinder prima di diventare un cyborg all'età di undici anni, di cui non ha memoria.
Allo stesso tempo, il padre del Principe Kai, l'Imperatore Rikan, muore di peste ed è il principe a diventare, a sua volta, Imperatore del Commonwealth Orientale a soli diciotto anni. Aumentano le pressioni per tentare di creare un'alleanza tra i Paesi della Terra e il Paese della Luna, governato dalla crudele Regina Levana. I Lunari hanno l'abilità di manipolare la bioelettricità delle persone intorno a loro e quindi di far vedere loro cosa vogliono e anche controllare i loro pensieri e le loro azioni. La Regina Levana ha un'abilità più elevata rispetto ai suoi concittadini e quindi governa come una despota, controllando Lunari e Terrestri con crudeltà (per ricorrere a questi poteri è però necessario essere presenti fisicamente dinanzi a chi utilizza le sue abilità e nel momento in cui ci si allontana dal lunare in questione, il controllo sparisce. Inoltre non è possibile influenzare gli altri attraverso i mediaschermi e gli specchi rivelano il vero aspetto dei Lunari che modificano se stessi per rendersi più belli, a seguito di una campagna massiccia della Regina per il culto della bellezza. Lei stessa infatti è considerata da tutti la più bella e nessuno sa il suo vero aspetto, celato dietro un velo quando si presenta in pubblico). L'alleanza proposta dalla Regina è quella di un matrimonio tra lei e l'Imperatore Kai ma il ragazzo è contrario. Inoltre sta cercando informazioni riguardanti l'Erede Lunare. Alcuni Terrestri credono infatti che da qualche parte la Principessa Selene sia sopravvissuta all'incendio appiccato dalla regina Levana nella sua nursery quando aveva tre anni. Questo è quello che l'androide personale di Kai stava cercando prima di rompersi. Poco dopo, la sorellastra di Cinder, Peony, muore di peste e Linh Cinder conserva il chip identificativo della ragazzina e lo porta con sé dopo aver scoperto che alcuni medi-androidi li prelevano dai morti per uno scopo oscuro. Dopo la morte della figlia, Linh Adri punisce Cinder rompendo Iko, l'androide amica di Cinder, facendola a pezzi e vendendo i pezzi di valore. Cinder, per fortuna, riesce a salvare il suo chip di personalità così da poterla un giorno riattivare in un altro corpo.
Intanto il dottor Erland rivela a Cinder che è una Lunare e che di conseguenza è immune alla letumosi. Non avendo però Cinder abilità lunari il dottor Eland le spiega che probabilmente è un Guscio ovvero un Lunare senza poteri. Sulla Luna i Gusci sono trattati con disprezzo e perseguitati (perché non possono essere manipolati dai poteri della Regina e degli altri Lunari) e da decenni è quindi in atto una politica di infanticidio per tutti i neonati che nascono senza poteri. Per questo molti Lunari sono fuggiti sulla Terra cercando di mischiarsi ai Terrestri. Allo stesso tempo però Cinder scopre che non può essere un Guscio perché, entrata in contatto con la Regina della Luna (in visita sulla Terra per convincere il Principe Kai a farsi sposare promettendogli in cambio una cura per la letumosi), viene controllata dalla Regina come gli altri Terrestri e solo il suo sistema bionico (che le segnala con una spia le menzogne dette da chi ha dinanzi e quindi anche quando viene controllata dai poteri Lunari) l'aiuta a liberarsi dal fascino della Regina. Al contrario un Guscio non sarebbe potuto essere controllato fin dall'inizio. Nonostante ciò il dottor Erland non le dà ulteriori spiegazioni ma allo stesso tempo le fa qualcosa a livello del collo, a seguito del quale sente un forte dolore. Una volta che Cinder riesce ad aggiustare Nainsi, l'androide di Kai, scopre delle sue ricerche sulla Principessa Selene, la vera erede della Luna, che si crede sia stata uccisa dalla zia, l'attuale Regina Levana, quando era una bambina. Infatti Selene era la figlia della Regina Channary, sorella maggiore di Levana, uccisa da un avvelenamento da regolite, ma in molti sospettano sia stata uccisa dalla sorella per poter ascendere al trono. Non è l'unica nefandezza che si racconta della Regina della Luna: si pensa infatti che abbia fatto sfigurare da sola la figliastra perché ritenuta più bella di lei. Cinder scopre inoltre che un chip Lunare è stato la ragione della rottura di Nainsi. Attraverso il chip Lunare, che si rivela essere usato per le comunicazioni dirette fuori dalla rete, Cinder viene contattata da una ragazza con dei lunghi capelli biondi che le rivela le reali intenzioni della Regina Levana: sposare Kai per poi ucciderlo e diventare Imperatrice.
La storia culmina con il ballo annuale, dove i segreti vengono a galla e i personaggi devono prendere decisioni per il loro futuro. Cinder, che voleva scappare da Nuova Pechino per riottenere la sua libertà dalla matrigna, decide di rinunciare alla fuga e precipitarsi al ballo (era stata invitata più volte dal principe Kai, che si è sempre più affezionato alla ragazza, ma lei aveva sempre rifiutato, decisa a scappare e a non lasciarsi coinvolgere troppo sentimentalmente dall'imperatore, dato il loro rango troppo differente). Ora invece corre da lui e lo avverte del pericolo che incorre sposando la regina Levana, e cerca di convincerlo anche baciandolo, ma la sua identità come cyborg e Lunare viene rivelata davanti a lui e a tutti i presenti al ballo, lasciando Kai sotto shock. Cinder, mentre tenta la fuga dalla Regina che tenta di ucciderla, viene catturata da una delle guardie reali lunari a causa del suo piede da cyborg, più piccolo del normale ma l'unico che aveva trovato per potersi recare al ballo, ma che perde mentre cerca di scappare. Cinder viene arrestata e sbattuta nella prigione di Nuova Pechino e Kai accetta la proposta di matrimonio di Levana per salvare la Terra dalla minaccia di una guerra. Levana chiede inoltre che le venga consegnata Cinder che durante il ballo ha manifestato i suoi poteri lunari. Più tardi, nella sua cella, viene a trovarla il dottor Erland che le rivela di essere a sua volta un Lunare. Era uno scienziato che aveva lavorato per la Regina per tanti anni, appoggiando la sua politica fino a quando non gli era nata una figlia Guscio e la piccola era stata uccisa. A quel punto era fuggito sulla terra e aveva cercato di rintracciare la Principessa Selene. La bambina, gravemente ferita, era stata portata in segreto sulla Terra e salvata da un'operazione che l'aveva resa un cyborg. In quella fase della sua vita era stata sotto le cure di Michelle Benoit, un'ex pilota militare francese divenuta poi una contadina dopo il ritiro dalle forze armate. Il dottor Erland rivela a Cinder che lei è la principessa Selene e che i suoi poteri erano stati bloccati, per la sua stessa sicurezza, da un dispositivo creato dal suo padre adottivo, Linh Garan, prima di morire di peste, per proteggerla. Questo dispositivo infatti impedisce, se inserito nel collo dei terrestri, di essere manipolati dai Lunari, se inserito nei Lunari invece di utilizzare i propri poteri. Questo era necessario perché da bambina, non riuscendo a controllare ancora i propri poteri, si sarebbe potuta smascherare ai Terrestri. Inoltre i Lunari che non usano i propri poteri rischiano la pazzia mentre questo dispositivo lo impedisce. Logan tanner, il Lunare che ha salvato Cinder e l'ha portata sulla Terra è morto l'anno prima, suicidandosi proprio a causa della pazzia dovuta al non utilizzo dei suoi poteri per tanti anni, ma prima aveva rivelato queste informazioni al Dottor Erland che aveva dato inizio alla campagna di reclutamento dei cyborg per la ricerca della cura sulla letumosi solo per poter trovare Cinder. Era stato lui a sbloccare il dispositivo di Cinder, "riattivandole" il suo potere finora sopito. Il Dottor Erland fuggirà in Africa, dove iniziarono i primi ceppi della letumosi, e dove continuerà a cercare una cura per questa malattia. Allo stesso tempo aspetterà lì Cinder per iniziare un piano contro Levana. Dona così a Cinder un nuovo piede e mano bionici così da poter fuggire dalla prigione. Infatti la Regina Levana l'ha riconosciuta al ballo quando ha usato i suoi poteri e ora vuole ucciderla prima che tutti scoprano la sua vera identità. Cinder ora sa che è lei la vera Regina della Luna e deve combattere contro Levana e riprendersi il trono.

## Personaggi
- Linh Cinder: Una giovane Lunare, cyborg e meccanico. E' la protagonista di Cronache Lunari. Ha 16 anni (per millesimo 17), è castana, ha gli occhi nocciola e la pelle abbronzata.
- Principe Kaito: Principe Ereditario del Commonwealth Orientale. Incontra Cinder quando le porta il suo personale androide ad aggiustare e inizia a provare qualcosa per lei. Allo stesso tempo deve affrontare la possibilità di essere costretto a sposarsi con la Regina Levana della Luna o affrontare una guerra contro i Lunari. Ha 18 anni, ha gli occhi castani e i capelli scuri.
- Dottor Dmitri Erland: Un fuggitivo Lunare che lavora a palazzo come ricercatore della Letumosi (una malattia creata in laboratorio dai Lunari per indebolire la popolazione terrestre) e che rivela a Cinder la sua vera identità. Ha gli occhi blu, i capelli grigi e ha più di 50 anni. Riveste un po' il ruolo di fata madrina di Cinder.
- Linh Peony: La sorellastra di Cinder e sua amica; ha quattordici anni ed è la figlia di Linh Garan e Linh Adri. All'inizio del libro, contrae la stessa peste che ha ucciso il padre e muore nonostante gli sforzi di Cinder per procurarsi una cura.
- Linh Pearl: Figlia diciassettenne di Adri e Garan e sorella maggiore di Peony. Spesso tratta male Cinder, la sua sorellastra. È alta 1,77 m.
- Linh Adri: La matrigna crudele di Cinder, crede che i cyborg sono mutanti non umani incapaci di provare emozioni. Regolarmente maltratta Cinder e la incolpa di tutto ciò che non va nella sua vita.
- Linh Garan: marito di Adri e padre di Pearl e Peony. E' colui che ha adottato Cinder ma è morto di peste poco dopo l'arrivo della ragazza a Nuova Pechino. Era un inventore e ha creato il dispositivo inserito nel corpo di Cinder.
- Iko: L'androide e compagna di Cinder e uno dei suoi pochi amici. Iko qualche volta scorda di non essere umana a causa di un difetto nel suo chip di personalità. Viene smantellata e rivenduta da Adri dopo la morte di Peony come punizione per Cinder ma per fortuna la ragazza riesce a recuperare il suo chip e si ripromette di darle un nuovo corpo in cui vivere.
- Regina Levana: La crudele Regina della Luna, la colonia lunare, e l'antagonista della storia. Per ottenere il potere non si fa scrupoli ad utilizzare tattiche terroristiche e genocidi. È parzialmente responsabile dell'esistenza della peste sulla Terra poiché molti dei suoi sudditi sono scappati dalla Luna per sfuggire alla sua influenza, portando così la malattia sulla Terra. Usa un forte fascino per costringere le persone a seguire i suoi ordini. La sua storia è basata sulla Regina Cattiva di Biancaneve. Ha più o meno 34 anni.
- Sybil Mira: Il capo taumaturgo a servizio di Levana. E' leale alla Regina e disposta a fare tutto per lei. Sybil era all'inizio del libro di stanza nel palazzo di Nuova Pechino, prima che l'imperatore Rikan morisse di letumosi, come "ospite", per controllare le mosse dei reali del palazzo.
- Konn Torin: consigliere reale del principe Kai e, prima di lui, di suo padre.
- Imperatore Rikan: Il padre di Kai e l'Imperatore di Nuova Pechino che muore di letumosi.
- Chang Sacha: una fornaia del mercato che muore di letumosi. Non le piaceva molto Cinder perché era una cyborg. Nonostante questo Cinder usa la sua unica fiala di cura sul figlio di Chang Sacha, Sunto, salvandolo, dopo essere arrivata troppo tardi per salvare Peony.
- Nainsi: l'androide di Kai che lo sta aiutando nella ricerca della Principessa Selene. Cinder lo aggiusta.

## Curiosità
- Il nome "Cinder", che significa "cenere" prende spunto dalla fiaba originale, in cui Cenerentola veniva chiamata così perché si alzava spesso coperta di cenere che, per definizione, è una sostanza parzialmente carbonizzata incapace di un ulteriore combustione.
- Il nome "Kaito" deriva dal giapponese ed è composto dai kanji 海 (kai) "mare, oceano" in combinazione con 斗 (to), che si riferisce alla costellazione dell'Orsa maggiore, oppure 翔 (to) che significa "innalzarsi, elevarsi".
- La Regina Levana prende il suo nome da Levana che, nell'antica Roma, era la Dea protettrice dei neonati riconosciuti dal padre e pronunciava loro parole augurali e di accettazione, ciò in aperto contrasto al ruolo di Levana nelle saghe delle Cronache Lunari. Questa divinità non svelava mai i suoi lineamenti.
- Proprio come la fiaba originale di Cenerentola, Cinder è quasi sempre coperta di sporco.
- Marissa Meyer potrebbe aver scelto un incendio come causa delle ferite di Linh Cinder perché nella fiaba originale Cenerentola doveva raccogliere le lenticchie da una pila di cenere per andare al ballo.
- Nella mitologia greco-romana, Selene è la dea della luna, mentre la sua controparte romana è Luna.
- La capitale della Luna, Artemisia, ha origine da Artemide, la dea greca della luna e della caccia dopo Selene.
- Cinder è ambidestro.
- Cinder ha il gruppo sanguigno A.
- Cinder è nata il 21 Dicembre 109 T.E. ad Artemisia, è del Sagittario ed è alta all'incirca 1,76 m.
- Kai è nato il 7 Aprile 108 T.E. a Nuova Pechino, è del segno dell'Ariete ed è alto 1,80 m.
- Non si sa chi sia il padre di Cinder, probabilmente una delle tante guardie reali con cui sua madre Channary si intratteneva. La Regina Channary è morta nel 112 T.E.
- I nonni di Cinder sono Marrok e Jannali Blackburn e sono morti nel 108 T.E.
- Entrambi i genitori di Kai sono morti di letumosi ma in diverse fasi della sua vita.
- Il nome del padre di Kai, Rikan, è la romanizzazione delle parole giapponesi 罹患, che significano "contrarre una malattia" o "malato". Il nome è molto calzante, dato che il personaggio viene presentato come malato fin dal primo momento in cui viene introdotto.

## Critica
La ricezione critica di Cinder è stata in gran parte positiva, con il Los Angeles Times che lo ha definito come un libro "rinfrescante" e lodando il personaggio di Cinder. Anche Publishers Weekly ha dato una recensione positiva, asserendo che è "facile essere coinvolti" dai personaggi. Booklist ha definito Cinder come una "fresca reinterpretazione di a "Cenerentola"". Il Wall Street Journal ha scritto che il libro era una "lettura poco esigente e sorprendentemente buona". Kidz World ha dichiarato che Cinder era "un'incredibile storia in cui l'amore arriva in pacchetti misteriosi".
Kirkus Reviews ha scritto che il tema telepatia-schiavista era un "tema semplicistico e incongruo", ma dice che Cinder "offre molta freschezza" . L'Horn Book Magazine ha scritto che la rivelazione su Cinder era prevedibile ma che "i colpi di scena, i complessi personaggi e la costruzione dettagliata del mondo lo riscattano". Tor.com ha scritto che "anche se Cinder ha i suoi difetti, è una storia estremamente divertente e una delle migliori re-immaginazioni di Cenerentola vista da anni". Riflettendo sulla miscela tra fiaba e steampunk, lo studioso letterario Terri Doughty conclude che la Meyer "riscrive il meme della passività femminile attraverso il processo di formazione dell'identità di Cinder. Rispetto ai personaggi femminili del romanzo che usano i tradizionali marcatori della femminilità per mascherare le loro manipolazioni e crudeltà, il meccanico cyborg Cinder emerge come un modello positivo per le ragazze."
Nell'intervista al Bologna Children's Book Fair (Bologna, Italia) del 2012, l'autrice rivela l'origine del suo romanzo. Essendo una "fanatica della fiaba", ha trascorso molto tempo a tracciare le origini delle più comuni storie dedicate ai bambini occidentali. Apparentemente, la prima versione di Cenerentola fu scritta in Cina nel IX secolo (questo giustifica il fatto che Cenerentola fosse l'unica in grado di indossare la scarpa persa: i piedi piccoli erano considerati attraenti nell'antica Cina, quindi il punto è che la giovane donna aveva i piedi più piccoli del mondo). Per questo motivo, Marissa Meyer ha deciso di ambientare la sua versione futuristica a Nuova Pechino, al fine di "chiudere il cerchio" e riportare la storia nel suo luogo d'origine. In aggiunta a ciò, la decisione di far diventare Cinder un cyborg è partita da un pensiero esilarante: le venne in mente l'idea che invece di perdere una scarpa, Cenerentola poteva perdere un piede intero sulle scale.

## Sequel e adattamenti
Le Cronache Lunari sono composte da quattro libri, un prequel e una raccolta di racconti. Il secondo libro della serie, Scarlet, è basato su Cappuccetto Rosso. Il terzo libro, Cress, è basato su Raperonzolo. Nel Gennaio 2015 è stato rilasciato Fairest, un prequel incentrato sulla storia dell'antagonista, la Regina Levana. Il quinto libro (ufficialmente il quarto) è Winter ed è stato rilasciato nel Novembre 2015. Sia Winter che Fairest sono basati sulla storia di Biancaneve. La Meyer ha anche rilasciato tre storie brevi su Wattpad. Sono intitolate Glitches - ambientato prima di Cinder, The Queen's Army - ambientato prima di Scarlet, e The Little Android che è basato sulla fiaba della Sirenetta di Hans Christian Andersen. Stars Above, una raccolta di racconti sulle Cronache Lunari è stato rilasciato a Febbraio 2016. Contiene nove racconti, cinque dei quali non erano stati pubblicati prima e un estrasso del romanzo di Marissa Meyer, Heartless, che è stato rilasciato l'8 Novembre 2016.
La Meyer ha confermato il suo interesse per un adattamento cinematografico di Cinder e ha firmato un accordo per un film.